# Cybalomia ledereri
Cybalomia ledereri là một loài bướm đêm trong họ Crambidae.